# 七ツ滝
七ツ滝（ななつたき）は、山形県鶴岡市にある滝。梵字川の支流である田麦川にあり、月山ダムのやや上流に位置する。日本の滝百選の一つ。
滝の付近はデイサイトが泥流に貫入した深い峡谷が形成され、比高100mほどの断崖がある。かつては六十里越街道の休息所で、出羽三山の行者らのための旅籠が数軒あった。